# Van Hoensbroeck (Adelsgeschlecht)

Wappen derer von Hoensbroeck

Hoensbroeck ist der Name eines alten limburgischen und später niederrheinischen katholischen Adelsgeschlechts. Die Familie gehörte zum Limburger Uradel. Der Ort Hoensbroek mit dem Stammsitz Schloss Hoensbroek des Adelsgeschlechts ist heute ein Ortsteil von Heerlen in den Niederlanden. Verschiedene Zweige der Familie bestehen bis heute.

## Geschichte
Ursprünglich nannte sich die Familie Hoen (Mittelniederländisch Limburgisch, wird ausgesprochen als Hu(h)n). Einer der ersten nachweisbaren Vorfahren war der seit dem Jahre 1280 in Urkunden genannte Ritter Reinier Hun. Die sichere Stammreihe beginnt mit dem Ritter Nicolaus Hoen. Er war Schultheiß von Maastricht und fiel 1371 in der Schlacht bei Baesweiler.

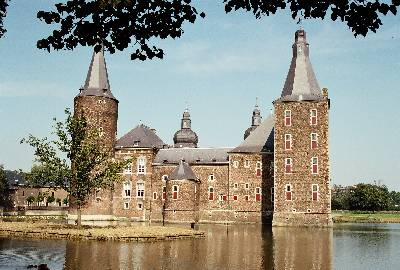
Schloss Hoensbroek in Heerlen, Niederlande; ursprünglicher Stammsitz der Familie van Hoensbroeck

## Ursprünge in Hoensbroek
Ritter Hermann Hoen, ab 1365 urkundlich erwähnt, bekam 1388 den Ort Broek (Bruch) bei Heerlen in Limburg von der Herzogin Johanna von Brabant und Limburg geschenkt. Dieser Ort wurde für lange Jahre der Stammsitz des Geschlechts, das auf Schloss Hoensbroek residierte. Im Laufe der Zeit konnten Angehörige der Familie weitere Güter im Herzogtum Limburg und im späteren Herzogtum Geldern erwerben und nahmen den Namen des Stammsitzes als Familiennamen (Hoen tzo Broeck, Hoen van den Broeck, Van Hoensbroeck) an, dadurch bekam auch der Ort den Namen Hoensbroek (er wird, wie auch der Familienname, ausgesprochen als: Hunsbruck).

## Linienbildung
Während ältere Linien um 1600 erloschen, bildeten sich gleichzeitig drei große jüngere Linien. Die erste zu Oostham-Beverloo in Limburg (1557–1663) starb noch im 17. Jahrhundert aus (das Kasteel van Oostham wurde 1834 abgerissen). Eine zweite zu Geulle, ebenfalls in Limburg, starb im 18. Jahrhundert aus; die Herrschaft Geulle war 1660 zur Grafschaft ernannt worden. Geulle blieb noch bis 1842 im Besitz von weiblichen Nachfahren der Erbtochter Anna Maria Bernardina van Hoensbroeck-Geul (1729–1798) und ihres Ehemanns Franz Xaver von Hohenzollern-Hechingen.
Die dritte Linie zu Hoensbroeck und Haag konnte später durch Heirat die Oosthamer Linie beerben. Der Begründer dieser dritten Linie, Ulrich, erwarb durch seine Ehe mit Johanna von Boedberg 1588 Schloss Haag in Geldern, das später zum Hauptsitz der Familie wurde, und das Erbmarschallsamt des Herzogtums Geldern. Sein Sohn aus dieser Ehe, Adriaan von und zu Hoensbroeck, erhielt 1635 den Reichsfreiherrenstand und sein Vetter Konrad Ulrich auf Geulle wurde 1660 in den Grafenstand erhoben.
Adrians Sohn Arnold Adrian wurde als spanischer Gesandter 1675 spanisch-niederländischer Marquis in der Primogenitur, ebenso sein Neffe Philip Wilhelm Konrad Graf von Geulle, Freiherr von Hoensbroeck. Sein Sohn Wilhelm Adrian erwarb 1733 den Reichsgrafenstand mit unbeschränkter Vererbung.

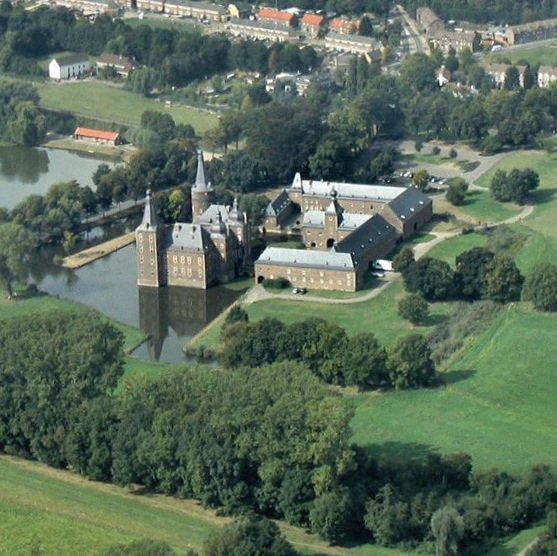
Schloss Hoensbroek
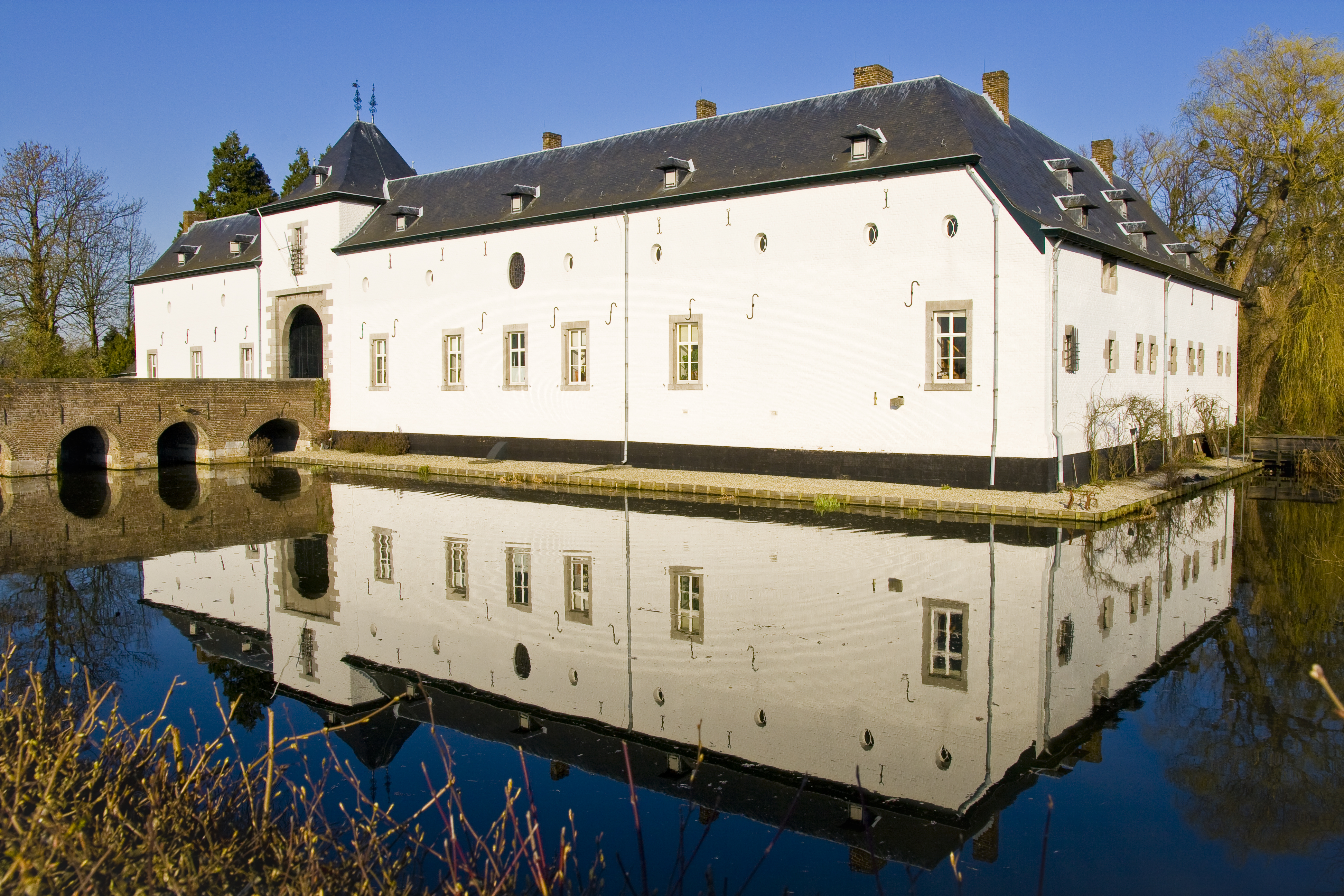
Kasteel Geulle in Meerssen
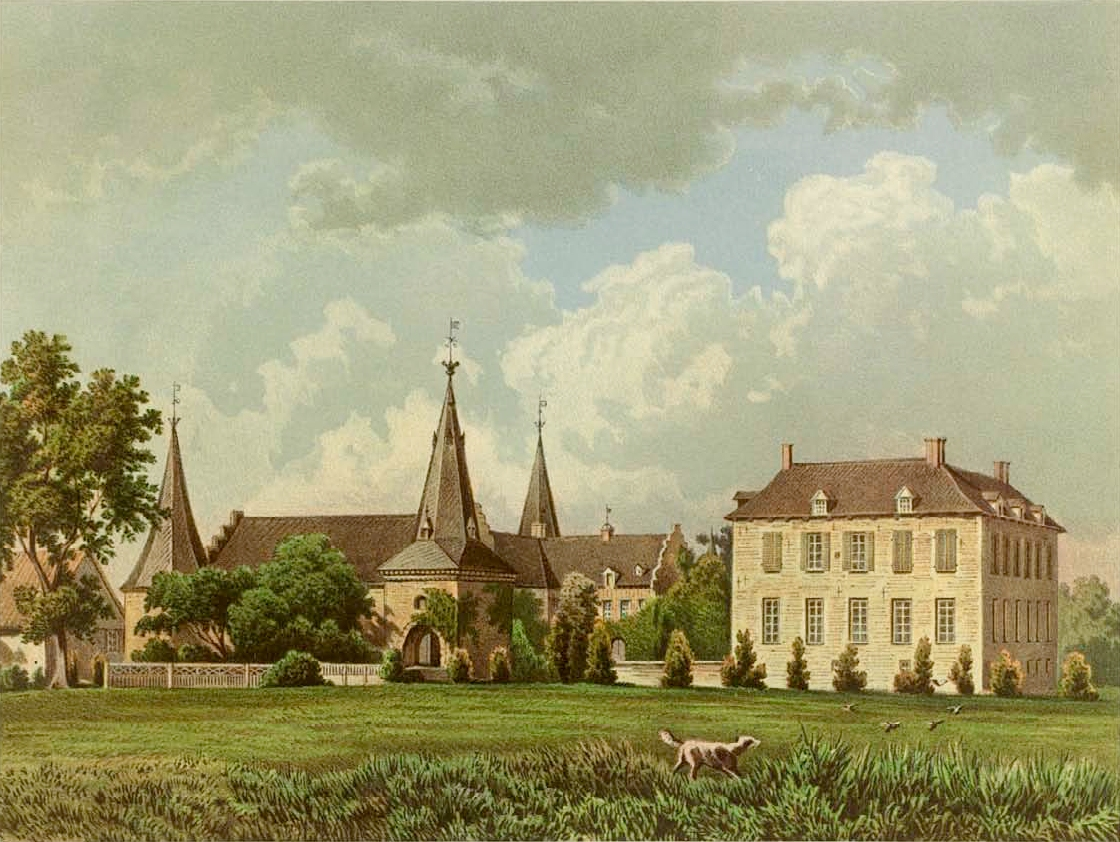
Schloss Haag (1857); seit 1588 im Besitz der Familie
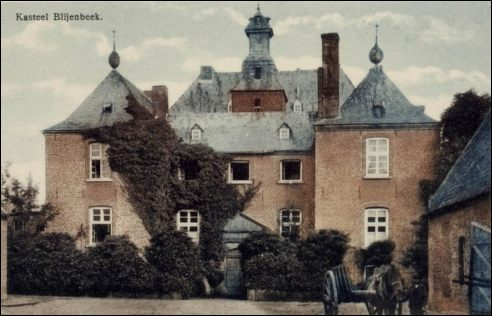
Schloss Bleijenbeek, ab 1708 im Besitz der Familie

Graf Cäsar Constantin Franz von Hoensbroech (vom Zweig Hoensbroech-Geul) war von 1784 bis 1792 Fürstbischof von Lüttich. Graf Philipp Damian von Hoensbroech starb 1793 als Bischof von Roermond.
Graf Franz Lothar von Hoensbroech verkaufte das Schloss Hoensbroek Anfang des 20. Jahrhunderts an den Verein Ave Rex Christe, der das verfallene Schloss sanierte und es als Stiftung gegenwärtig noch besitzt. Bis heute sind Schloss Haag, Schloss Türnich in Kerpen, Haus Altenburg am Niederrhein, Schloss Breill, und Schloss Kellenberg im Familienbesitz. Schloss Kellenberg wurde nach einer Veräußerung an den Bau- und Liegenschaftsbetrieb NRW (BLB) im Jahr 2009 im Jahr 2023 wieder in die Familie Hoensbroech zurückgeführt. Schloss Haag wird heute als Stammsitz der Familie von Niklas Reichsgraf von und zu Hoensbroech bewohnt und verwaltet. Den Titel des „Marquis“ (Markgraf) darf nur der Linienälteste, Rüdiger Reichsgraf und Marquis von und zu Hoensbroech tragen, der ein Weingut im Kraichgau betreibt.

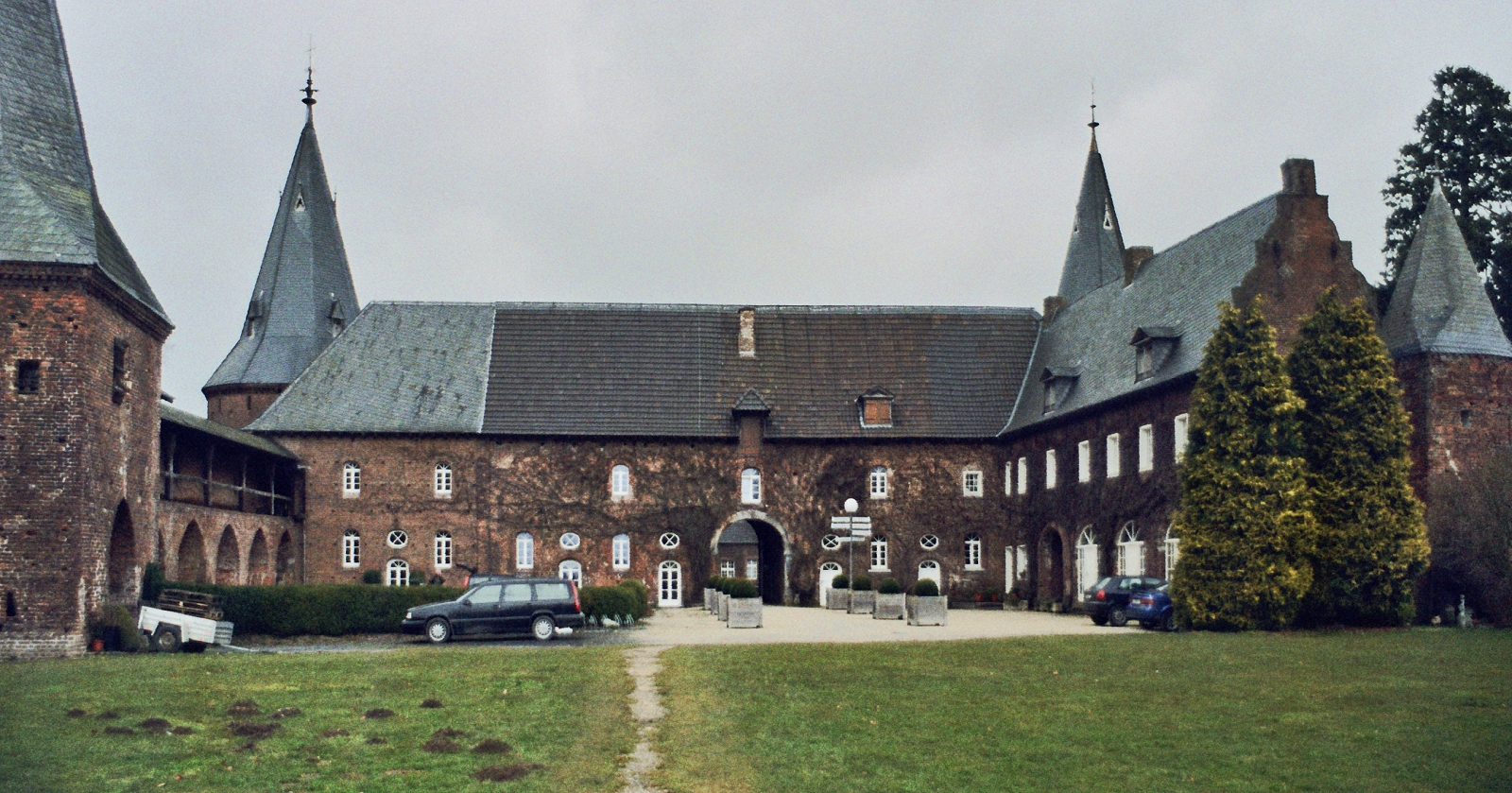
Schloss Haag (Vorburg)
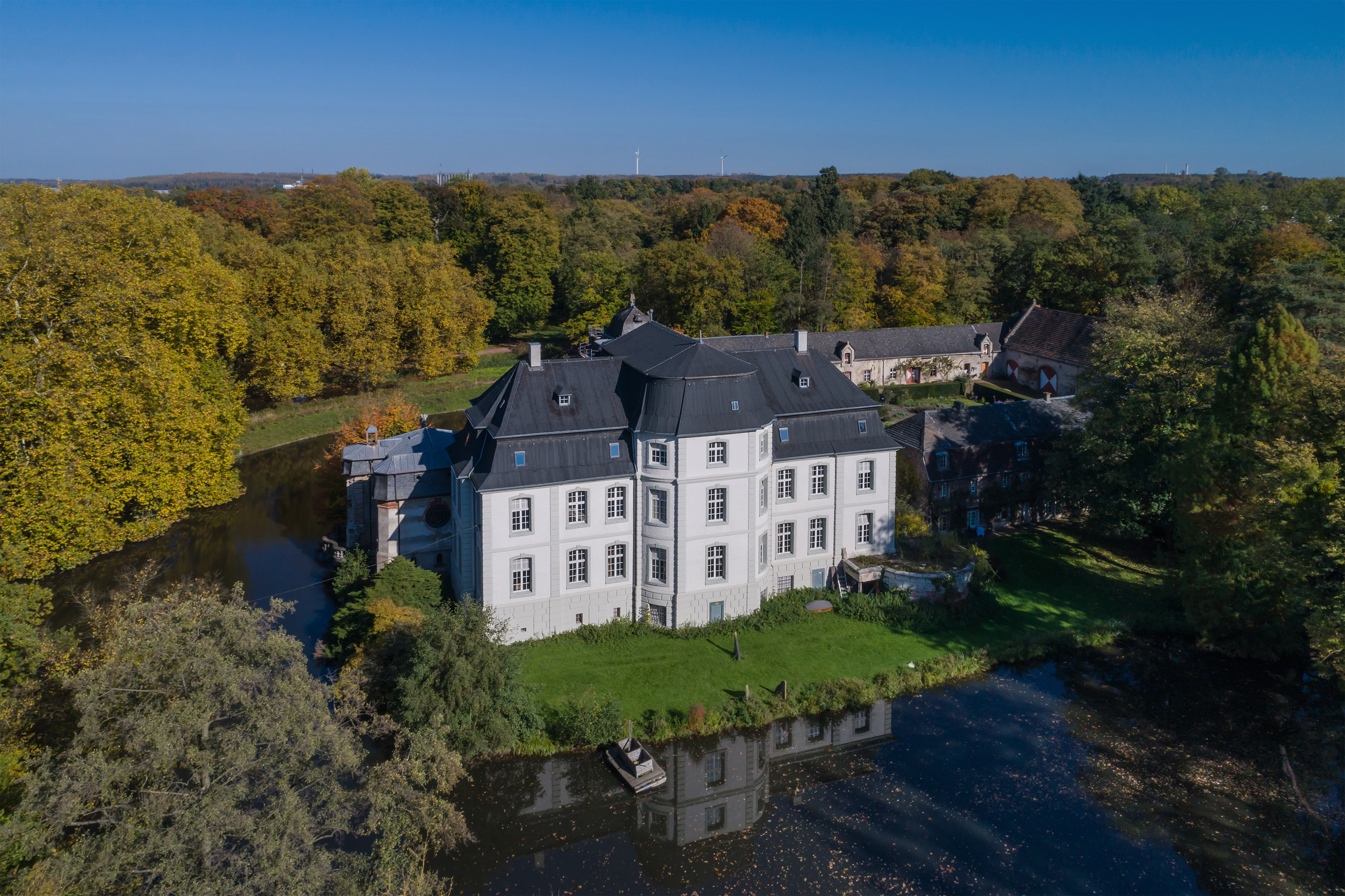
Schloss Türnich
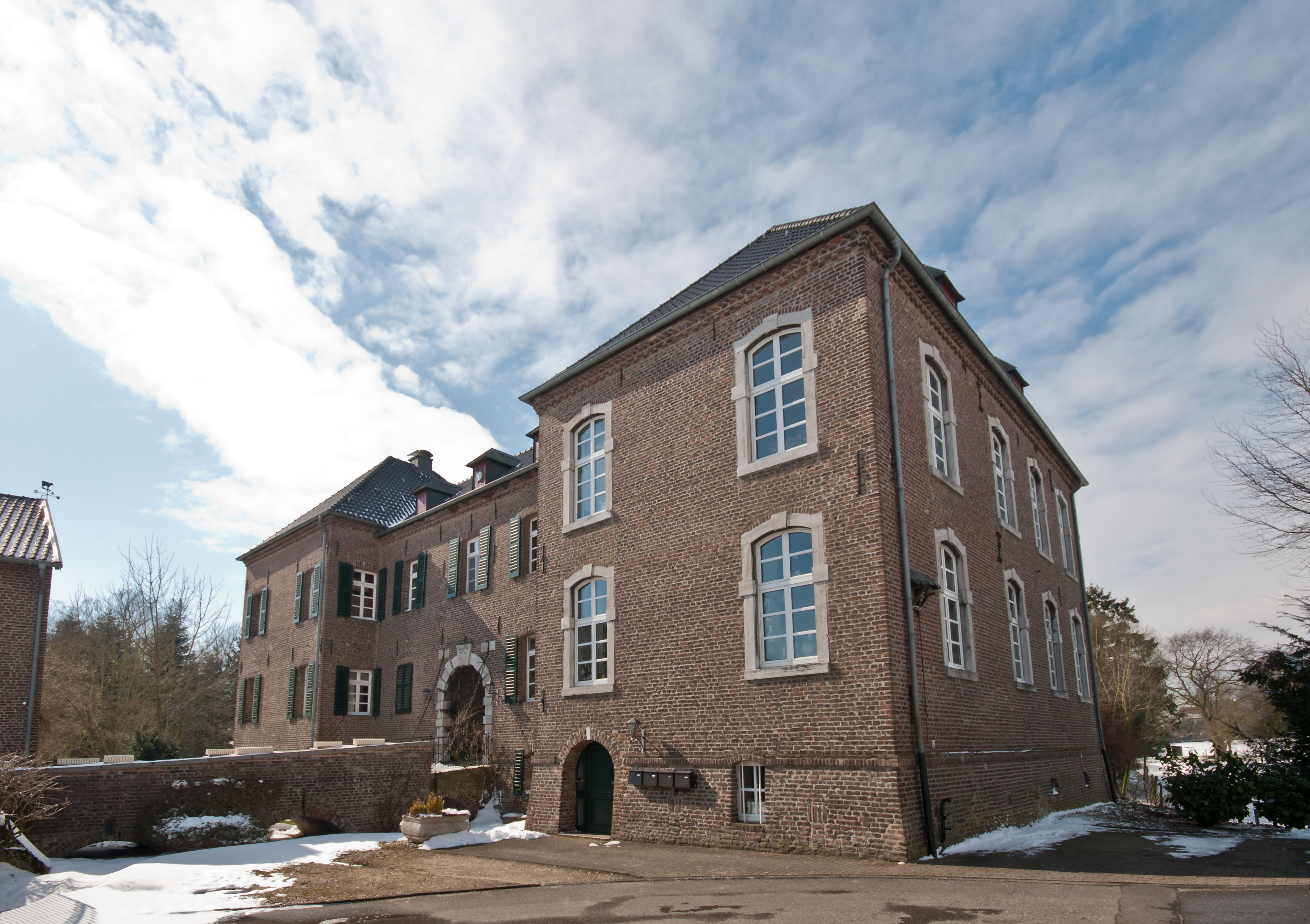
Haus Altenburg
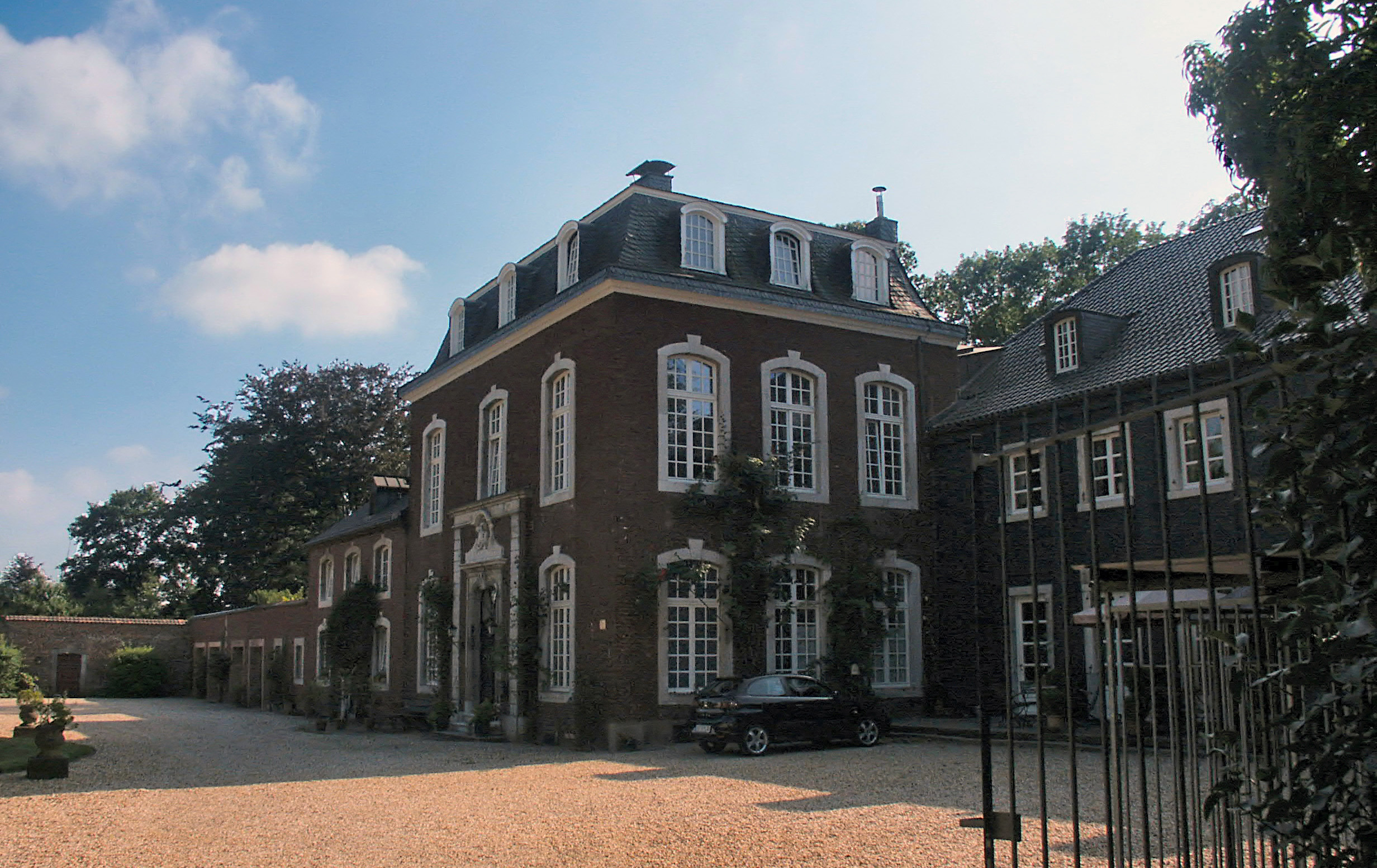
Schloss Breill
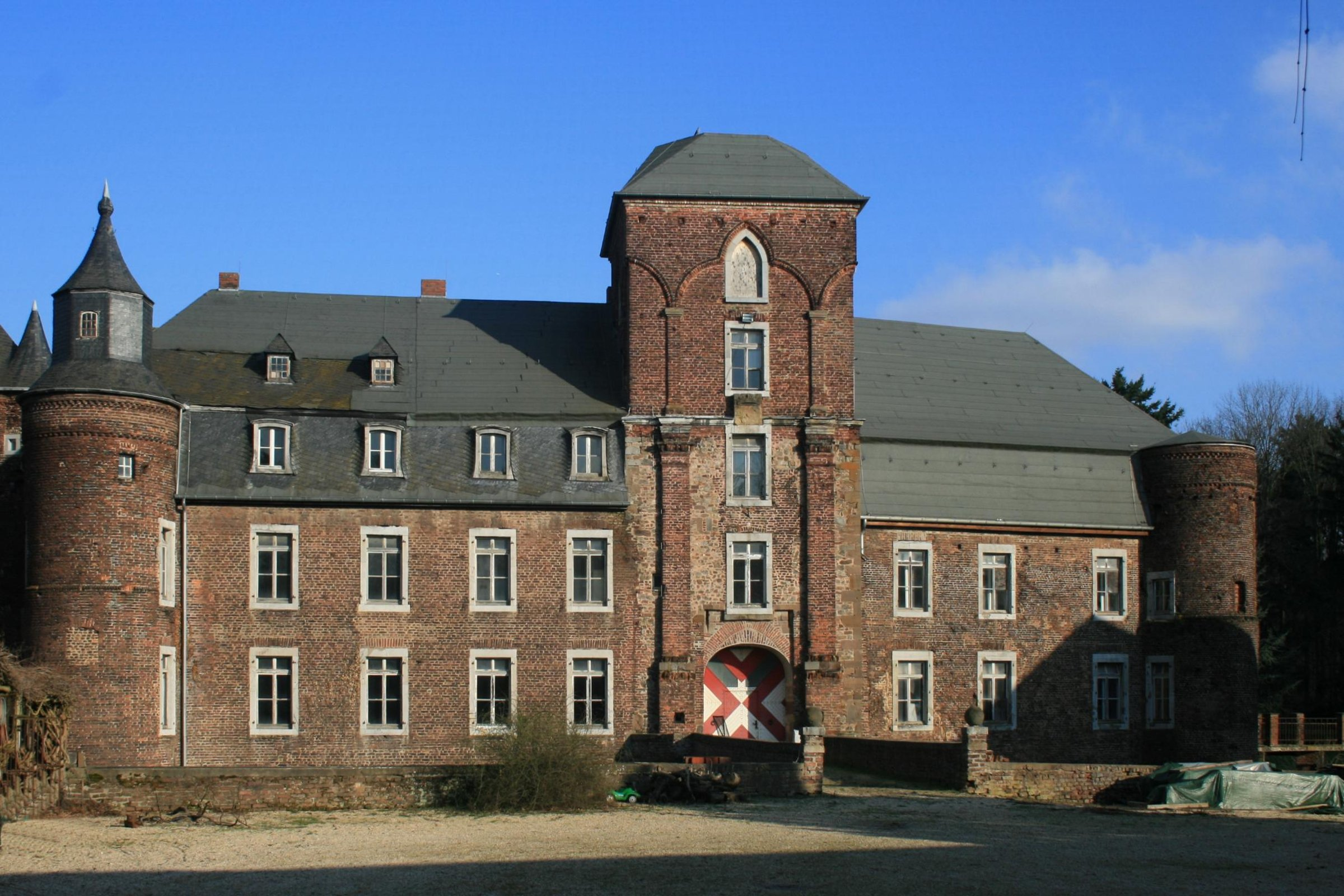
Schloss Kellenberg

## Wappen
Das Stammwappen ist von Silber und Rot siebenmal geteilt und mit einem gekrönten und goldbewehrten schwarzen Löwen belegt. Auf dem gekrönten Helm der Löwe wachsend. Die Helmdecke ist rot-silbern.

## Familienmitglieder

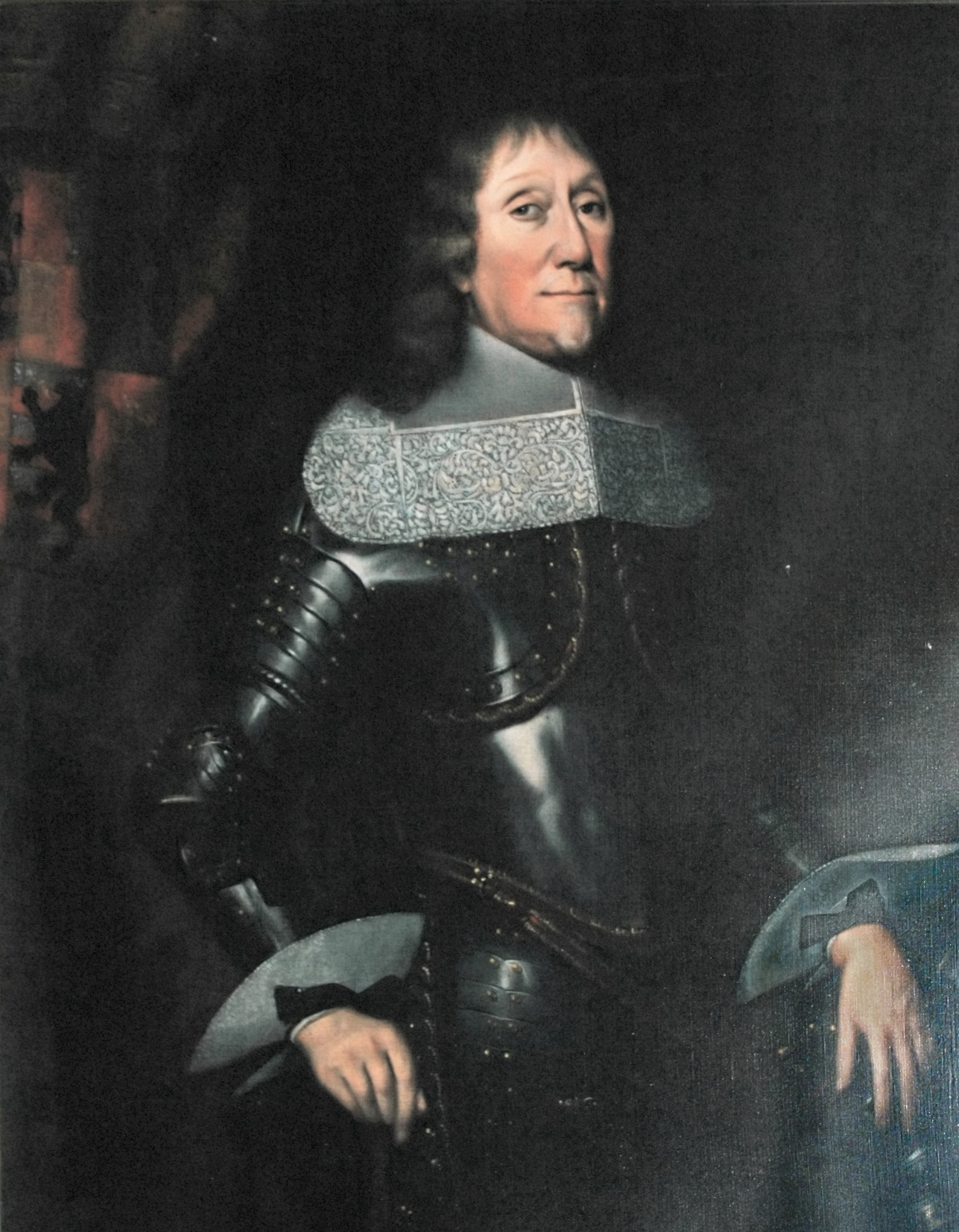
Adriaan Freiherr von und zu Hoensbroech († 1675)

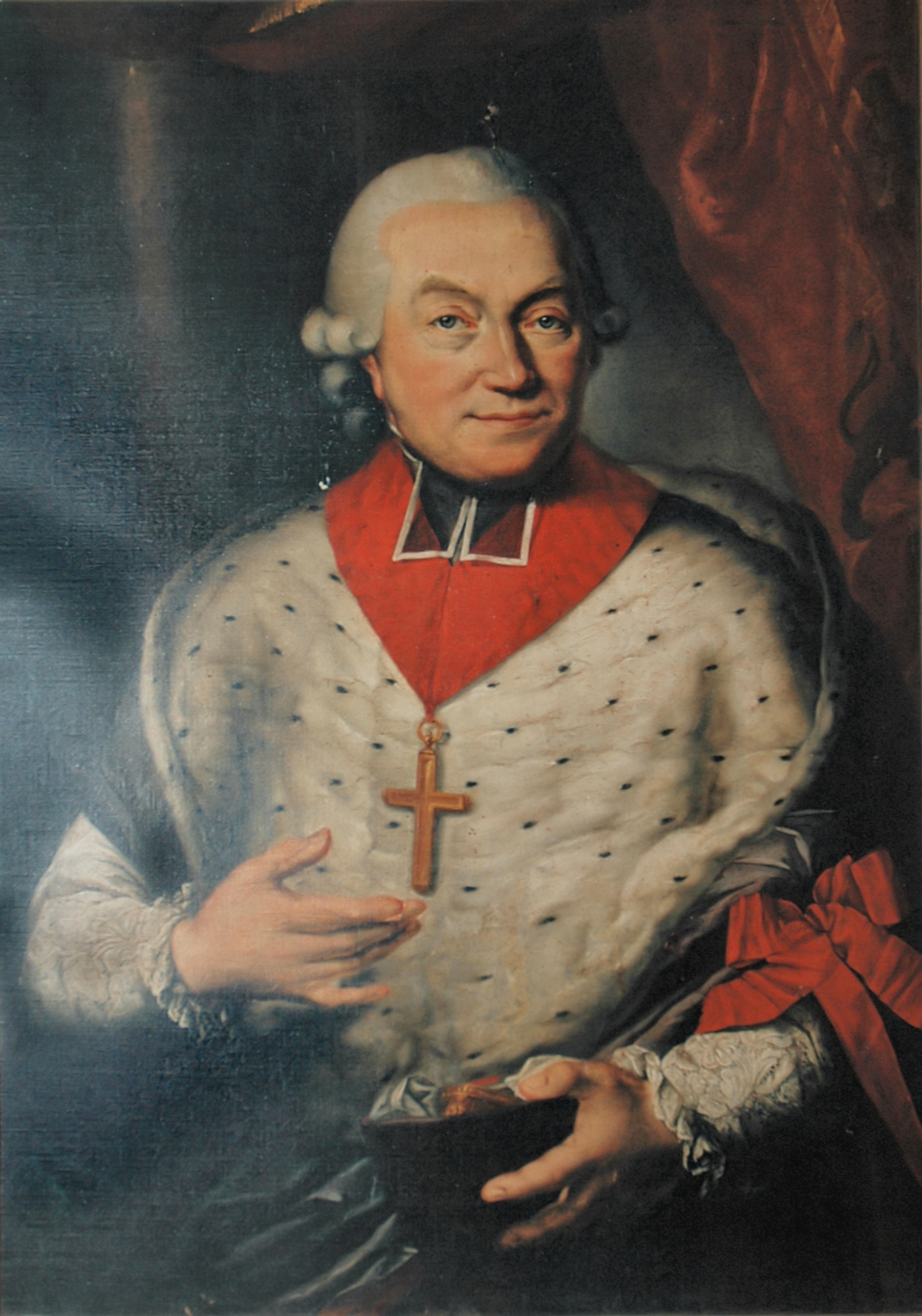
Cäsar Constantin Franz von Hoensbroech (1724–1792), Fürstbischof von Lüttich

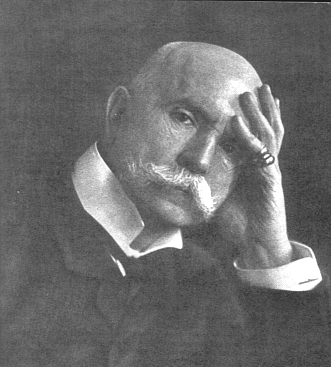
Paul Graf von Hoensbroech (* 1852; † 1923); Schriftsteller

- Adriaan von und zu Hoensbroech (1589–1675); erhielt 1635 den Reichsfreiherrenstand
- Arnold Adrian von und zu Hoensbroech († 1694); wurde als spanischer Gesandter 1675 spanisch-niederländischer Marquis
- Johann Wilhelm Adrian von und zu Hoensbroech (* 1666; † 1735); erwarb 1733 den Reichsgrafenstand mit unbeschränkter Vererbung
- Franz Arnold Adrian von und zu Hoensbroech († 1759)
- Cäsar Constantin Franz von Hoensbroech (1724–1792), von 1784 bis 1792 Fürstbischof von Lüttich
- Philipp Damian von Hoensbroech (1724–1793); Domherr in Speyer, Bischof von Roermond
- Lothar Franz Wilhelm von und zu Hoensbroech († 1796)
- Clemens von Hoensbroech (* 1776; † 1844); k. u. k. wirklicher geheimer Staatsrat
- Franz Egon von Hoensbroech (* 1805; † 1874); Mitbegründer der Rheinischen Ritterschaft und preußischer Geheimrat
- Paul Graf von Hoensbroech (* 1852; † 1923); antikatholischer Publizist und Schriftsteller
- Wilhelm Graf von Hoensbroech (* 1849; † 1922); Politiker, Mitglied des preußischen Herrenhauses und des Reichstags, Schlosshauptmann von Koblenz
- Reinhard Graf von und zu Hoensbroech (* 1926; † 2005), Land- und Forstwirt, Politiker, Bundesverdienstkreuz am Bande
- Godehard Graf von und zu Hoensbroech (* 1936), Anwalt, Unternehmer
- Benedikt Graf von und zu Hoensbroech (* 1939), Unternehmer, Bundesverdienstkreuz am Bande
- Elena Freifrau von Holzhausen geb. Gräfin von und zu Hoensbroech (* 1965), Kunsthistorikerin, Denkmalpflegerin
- Alexis von Hoensbroech (* 1970), Physiker, Chief Executive Officer der Westjet Airlines
- Raphael Graf von und zu Hoensbroech (* 1977), Musikwissenschaftler, Dirigent, Unternehmer, Autor[3]